# Tây châu Nam Cực

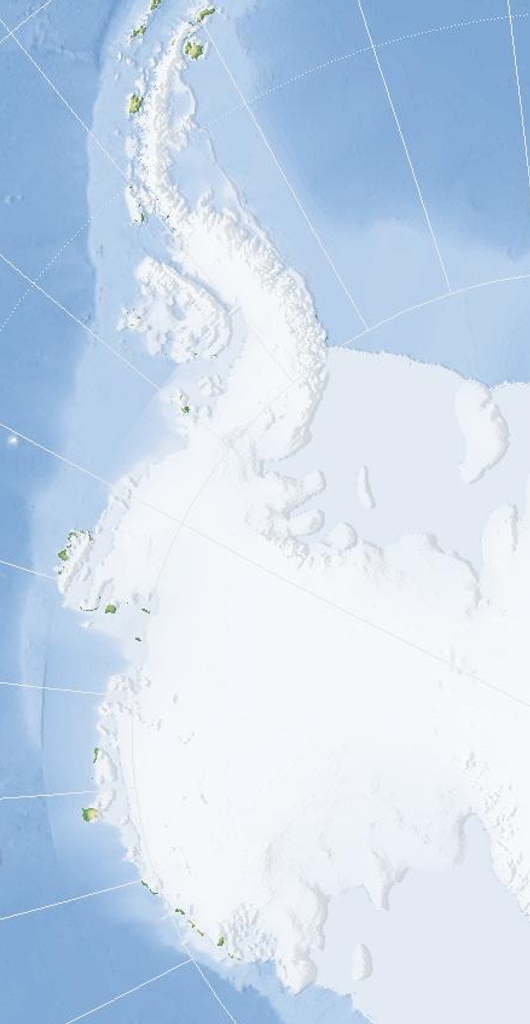
Bản đồ Tây châu Nam Cực.

Tây châu Nam Cực nằm ở bên trái.

Tây châu Nam Cực (tiếng Anh: West Antarctica), hay còn được gọi là Tiểu Nam Cực (tiếng Anh: Lesser Antarctica), là một phần của châu Nam Cực nằm ở Tây Bán cầu, bao gồm cả Bán đảo Nam Cực, và là một trong hai khu vực chính của Nam Cực. Nó được ngăn cách với Đông châu Nam Cực bởi dãy núi Xuyên Nam cực (Transantarctic) và được Tấm băng ở Tây Nam Cực bao phủ. Nó nằm giữa biển Ross (được bao phủ một phần bởi Thềm băng Ross) và biển Weddell (được bao phủ phần lớn bởi Thềm băng Filchner-Ronne). Tây châu Nam Cực có thể được coi là một bán đảo khổng lồ, trải dài từ Nam Cực về phía mũi Nam Mỹ.
Tây châu Nam Cực phần lớn được bao phủ bởi Tấm băng Nam Cực, nhưng đã có những dấu hiệu cho thấy biến đổi khí hậu đang có một số ảnh hưởng và tấm băng này có thể đã bắt đầu thu hẹp lại một chút. Trong 50 năm qua, bờ biển phía tây của Bán đảo Nam Cực đã và đang là một trong những khu vực nóng lên nhanh nhất trên hành tinh, và các bờ biển của Bán đảo là những phần duy nhất của Tây châu Nam Cực không có băng vào mùa hè. Chúng tạo thành đài nguyên Tây châu Nam Cực và có khí hậu ấm nhất ở Nam Cực. Những tảng đá được bao phủ bởi rêu và địa y có thể chống chọi với cái lạnh khắc nghiệt của mùa đông và mùa sinh trưởng ngắn ngủi.

## Vị trí và miêu tả
Tây châu Nam Cực nằm ở phía Thái Bình Dương của dãy núi Xuyên Nam cực. Khu vực bao gồm bán đảo Nam Cực (với Vùng đất Graham và Vùng đất Palmer), Vùng đất Ellsworth, Vùng đất Marie Byrd và Vùng đất King Edward VII, các đảo ngoài khơi như đảo Adelaide và thềm băng, đặc biệt là thềm băng Filchner-Ronne trên biển Weddell và thềm băng Ross trên biển Ross.
Tây châu Nam Cực được đặt tên vào đầu thế kỷ 20. Tên gọi này đã được chính thức hóa sau Năm Vật lý Địa cầu Quốc tế (1957–1958), và các cuộc thám hiểm tiết lộ rằng Dãy núi Xuyên Nam cực tạo thành một đường ranh giới khu vực hữu ích giữa Tây châu Nam Cực và Đông châu Nam Cực. Ủy ban Cố vấn về Địa danh châu Nam Cực (Advisory Committee on Antarctic Names, viết tắt: US-ACAN) đã phê duyệt tên này vào năm 1962.
Tây châu Nam Cực chủ yếu được bao phủ bởi Tấm băng ở Tây Nam Cực. Trong những thập kỷ gần đây, tảng băng này có dấu hiệu giảm khối lượng.
Lịch sử địa chất của Tây châu Nam Cực đã được tóm tắt trong một ấn phẩm năm 2020.

## Đài nguyên Tây châu Nam Cực
Các bờ biển của Bán đảo Nam Cực là các phần của Tây châu Nam Cực không bị băng bao phủ (ốc đảo Nam Cực). Chúng tạo thành một khu vực đa dạng sinh học được gọi là Đài nguyên Tây châu Nam Cực (Marielandia Antarctic tundra) (theo tên của Vùng đất Marie Byrd). Khu vực này có khí hậu ấm nhất Nam Cực với những tảng đá phủ đầy rêu và địa y không có tuyết trong những tháng mùa hè, mặc dù thời tiết vẫn rất lạnh và mùa sinh trưởng rất ngắn.

### Sách
- J. B. Anderson (1999). Antarctic Marine Geology. Cambridge University Press. tr. 289. ISBN 978-0-52159-317-5.
- Kalman Dubov (2020). Journeys to Antarctica: Review & Analysis. Columbia University Press. tr. 208.